# 漂泊甲龍屬
漂泊甲龍屬（學名：Aletopelta）是種鳥臀目甲龍亞目恐龍，化石發現於美國加州南部。
屬名在古希臘文意為「漂泊的盾甲」，因為本·卡斯勒（Ben Creisler）提出這些化石因為半島山脈地體北上移動，而被帶離原本的地點，原始位置相當於墨西哥中部的西側。種名則是以古生物學家Walter P. Coombs, Jr.為名，以紀念他多年來對於甲龍類的研究貢獻。

## 化石
漂泊甲龍是種中型甲龍科恐龍，身長估計約為6公尺。化石是一個部份骨骼（編號SDNHM 33909），包含：股骨、脛骨、腓骨、不完整的肩胛骨、肱骨、尺骨、左右坐骨、脊椎、肋骨、至少60個不相連的骨盆部位裝甲、8顆牙齒。這些化石發現於加州卡爾斯巴德附近的海相諾馬角組，年代為白堊紀晚期的上坎潘階。這隻恐龍的屍體可能被沖刷入海洋中，並在海底成為小型沙礁。漂泊甲龍因為牠們的甲板形狀與排列方式，而被歸類於甲龍科。

## 外部連結
- Aletopelta （页面存档备份，存于） at DinoData